# Xanthandrus
Xanthandrus là một chi ruồi trong họ Syrphidae.